# Robert H. Coleman
Robert Henry Coleman (* 1. November 1869 in Bardstown, Kentucky; † 13. Februar 1946 in Dallas, Texas) war ein amerikanischer Herausgeber von baptistischen Liederbüchern mit einer Gesamtauflage von über 13 Millionen. In seinem Liederbuch „Harvest Hymns“ wurde 1924 erstmals eine Fassung des Liedes Good Morning to All veröffentlicht, das als zweite Strophe das bekanntere und spätere eigenständige Lied Happy Birthday to You enthält. Er gilt als wahrscheinlicher Textdichter der Strophe. Colemann war zudem als musikalischer Direktor für die Auswahl der Lieder auf dem 3. Kongress des Baptistischen Weltbundes 1923 in Stockholm verantwortlich.